# Референдумы в Швейцарии (1996)
Референдумы в Швейцарии проходили 10 марта, 9 июня и 1 декабря 1996 года. В марте прошли референдумы по конституционной поправке о языках, по отмене ответственности кантонов по закупке армейской техники, по отмене федерального требования покупки перегонного оборудования, по отмене федерального финансирования парковок у железнодорожных станций, по переводу муниципалитета Веллера из кантона Берн в кантон Юра. Все предложения, кроме относящегося к военной технике, были одобрены.
В июне прошли референдумы по закону о правительственной и административной организации и контр-предложение на народную инициативу «фермеры и потребители — за экологически-ориентированное сельское хозяйство». Закон был отклонён, а контр-предложение — одобрено. Наконец, в декабре проводились референдумы по народной инициативе «против нелегальной иммиграции» и по поправке к федеральному закону о занятости в области торговли и промышленности. Оба были отклонены.

## Результаты
| Месяц                     | Вопрос                                                                | За        | За   | Против    | Против | Пустых/ недействительных бюллетеней | Пустых/ недействительных бюллетеней | Всего     | Зарегистри- рованных избирателей | Явка | Кантоны за | Кантоны за | Кантоны против | Кантоны против |
| Месяц                     | Вопрос                                                                | Голоса    | %    | Голоса    | %      | Пустые                              | Недейств.                           | Всего     | Зарегистри- рованных избирателей | Явка | Полных     | Полу-      | Полных         | Полу-          |
| ------------------------- | --------------------------------------------------------------------- | --------- | ---- | --------- | ------ | ----------------------------------- | ----------------------------------- | --------- | -------------------------------- | ---- | ---------- | ---------- | -------------- | -------------- |
| Март                      | Конституционная поправка по языку                                     | 1 052 052 | 76,2 | 329 153   | 23,8   | 41 583                              | 4 494                               | 1 427 282 | 4 599 427                        | 31,0 | 20         | 6          | 0              | 0              |
| Март                      | Перевод Веллера в кантон Юра                                          | 1 250 728 | 91,6 | 114 105   | 8,4    | 55 758                              | 4 948                               | 1 425 539 | 4 599 427                        | 31,0 | 20         | 6          | 0              | 0              |
| Март                      | Отмена ответственности кантонов по закупке армейской техники          | 601 613   | 43,7 | 775,087   | 56,3   | 45 376                              | 4,492                               | 1 426 568 | 4 599 427                        | 31,0 | 2          | 2          | 18             | 4              |
| Март                      | Отмена федерального требования покупки перегонного оборудования       | 1 090 783 | 80,8 | 259 215   | 19,2   | 67 318                              | 4 949                               | 1 422 265 | 4 599 427                        | 30,9 | 20         | 6          | 0              | 0              |
| Март                      | Отмена федерального финансирования парковок у железнодорожных станций | 741 219   | 53,9 | 632 792   | 46,1   | 46 519                              | 4 519                               | 1,425 049 | 4 599 427                        | 31,0 | 11         | 6          | 9              | 0              |
| Июнь                      | Контр-предложение народной инициативе по сельскому хозяйству          | 1 086 534 | 77,6 | 313 874   | 22,4   | 41 150                              | 4 408                               | 1 445 966 | 4 602 577                        | 31,4 | 20         | 6          | 0              | 0              |
| Июнь                      | Закон о правительственной и административной организации              | 544 630   | 39,4 | 837 990   | 60,6   | 55 124                              | 4 678                               | 1 442 422 | 4 602 577                        | 31,3 |            |            |                |                |
| Декабрь                   | Народная инициатива против нелегальной иммиграции                     | 982 867   | 46,3 | 1 138 301 | 53,7   | 28 657                              | 6 281                               | 2 156 106 | 4 612 266                        | 46,7 | 10         | 2          | 10             | 4              |
| Декабрь                   | Поправка к трудовому законодательству                                 | 697 874   | 33,0 | 1 418 961 | 67,0   | 32 146                              | 5 952                               | 2 154 933 | 4 612 266                        | 46,7 |            |            |                |                |
| Источник: Nohlen & Stöver |                                                                       |           |      |           |        |                                     |                                     |           |                                  |      |            |            |                |                |